# Hämnden (2010)
Hämnden (danska: Hævnen) är en dansk dramafilm från 2010 i regi av Susanne Bier, med Mikael Persbrandt, William Jøhnk Nielsen och Markus Rygaard i huvudrollerna. Filmen handlar om Anton (Persbrandt), som jobbar som biståndsarbetare i Afrika, och hans familj, mestadels sonen Elias, som är mobbad i skolan men finner en vän i den nyinflyttade Christian.
Hämnden belönades med en Golden Globe 2011 i kategorin Bästa utländska film. Den vann även en Oscar för bästa utländska film på Oscarsgalan 2011.

## Rollista i urval
- Ulrich Thomsen – Claus
- Mikael Persbrandt – Anton
- Trine Dyrholm – Marianne
- Bodil Jørgensen – rektorn
- Camilla Gottlieb – Eva
- Ditte Gråbøl – Hanne
- Satu Helena Mikkelinen – Hanna
- William Jøhnk Nielsen – Christian
- Markus Rygaard – Elias
- Trice Angie Christiansen – gäst
- Elsebeth Steentoft – Signe
- Martin Buch – Niels
- Anette Støvelbæk – Hanne
- Kim Bodnia – Lars

## Mottagande
- Aftonbladet [1]
- Expressen [2]